# Premis Nacionals d'Investigació
Els Premis Nacionals d'Investigació d'Espanya, en realitat són deu, encara que cada any s'atorguen només cinc d'ells, alternant amb l'any següent, són uns premis atorgats pel Ministeri d'Educació i Ciència d'Espanya amb una dotació de 78.000 € per a cada categoria.(pel 2006). Aquests premis es van començar a atorgar a partir de l'any 1982 a investigadors de nacionalitat espanyola en actiu que han realitzat una recerca rellevant en el corresponent camp d'especialitat.
Les diferents categories dels premis són:

## Ciències físiques, dels materials i de la Terra
| Any  | Investigador                     | Treball |
| ---- | -------------------------------- | --- |
| 2001 | Fernando Flores Sintas           | contribucions teòriques a la física de superfícies, intercares de semiconductors i al microscopi d'efecte túnel           |
| 2003 | Xavier Obradors i Berenguer      | magnetisme i la superconductivitat d'altes temperatures.                                                                  |
| 2005 | Pedro Miguel Etxenike Landiríbar | interaccions de partícules amb superfícies                                                                                |
| 2007 | Juan Ignacio Cirac Sasturain     | Física atòmica i de la Matèria Condensada, específicament a la informació quàntica i a la física quàntica de molts cossos |
| 2009 | Javier Tejada Palacios           | Magnetisme quàntic, en concret l'efecte túnel ressonant d'espí.                                                           |
| 2011 | Francisco José Guinea López      | Física de la matèria condensada, estructura electrònica i propietats del grafè                                            |

## Ciència i tecnologia químiques
| Any  | Investigador               | Treball |
| ---- | -------------------------- | --- |
| 2001 | José Joaquín Barluenga Mur | síntesi orgànica, síntesi asimètrica, síntesi orgànica dels complexos dels metalls de transició                                                  |
| 2003 | Manuel Rico Sarompas       | Ressonància magnètica nuclear |
| 2005 | Miguel Valcárcel Cases     | sensors bioquímics de flux continu, fluids supercrítics, reaccions enzimàtiques, nanotubs com a fases estacionàries en l'electroforesi capil·lar |
| 2007 | Luis Oro Giral             | Química organometàl·lica i Catàlisi homogènia |
| 2009 | Eugenio Coronado Miralles  | Magnetisme molecular |

## Ciències i tecnologies de los recursos naturals
| Any  | Investigador                 | Treball                                                                                      |
| ---- | ---------------------------- | -------------------------------------------------------------------------------------------- |
| 2001 | Carlos Herrera Maliani       | Ecologia evolutiva, conservació dels ecosistemes mediterranis                                |
| 2003 | Joaquim Tintoré Subirana     | moviment de la mesoescala a ls Mediterrània, explotació sostenible dels recursos naturals    |
| 2005 | Miguel Delibes de Castro     | aportacions al coneixement de la biologia i ecologia dels mamífers                           |
| 2007 | Carlos Manuel Duarte Quesada | aportacions a l'estudi del canvi global, a partir del seu coneixement dels organismes marins |
| 2009 | Santiago Castroviejo Bolíbar | Per la seva contribució en el camp de la Botànica sistemàtica                                |

## Matemàtiques i tecnologies de la informació i les comunicacions
| Any  | Investigador                   | Treball                                                                                   |
| ---- | ------------------------------ | ----------------------------------------------------------------------------------------- |
| 2001 | Mateo Valero Cortés            | xarxes d'interconnexió, computadors vectorials i processadors superescalares              |
| 2003 | Juan Luis Vázquez Suárez       | equacions parabòliques no lineals que regeixen els fenòmens de difusió en mitjans porosos |
| 2005 | Manuel de Hermenegildo Salinas | informàtica, programació lògica i en la implementació eficient de llenguatges lògics      |
| 2007 | Enrique Zuazua Iriondo         | teories d'equacions en derivades parcials i del control                                   |
| 2009 | José Francisco Duato Marín     | Xarxes d'interconnexió                                                                    |

## Transferència de tecnologia
| Any  | Investigador               | Treball |
| ---- | -------------------------- | --- |
| 2001 | Agustín Escardino Benlloch | transferència de tecnologia desenvolupada en estreta col·laboració entre el sistema públic de recerca i la indústria ceràmica. |
| 2003 | Antonio Luque López        | energia fotovoltaica, tecnologies de fabricació de cèl·lules solars, a l'aplicació de les energies renovables                  |
| 2005 | Ignacio Fernández de Lucio | I+D |
| 2007 | Daniel Ramón Vidal         | biotecnologia d'aliments, en context d'aplicació, la seva transferència al sector empresarial                                  |
| 2009 | Alfonso Miguel Gañán Calvo | Física de fluids, particularment el fenomen microfluídic "Flow Focusing" i les seves aplicacions tecnològiques                 |

## Medicina
| Any  | Investigador                      | Treball |
| ---- | --------------------------------- | --- |
| 2002 | Antonio Fernández de Molina Cañas | el paper de la paret arterial en la regulació neuroquímica de la pressió sanguínia, bases neurofisiològiques de la integració sensorial-afectiva    |
| 2004 | José María Mato de la Paz         | patologia hepàtica, esteatohepatitis no alcohòlica                                                                                                  |
| 2006 | Joan Rodés Teixidor               | contribucions en la pràctica clínica en hepatologia                                                                                                 |
| 2008 | Carlos Belmonte Martínez          | promoció de la recerca científica biomèdica a Espanya i en l'àmbit internacional                                                                    |
| 2010 | Carlos Martínez Alonso            | contribucions al coneixement de la fisiologia del sistema immunitari i de les seves implicacions en la patologia humana i en la medicina reparativa |
| 2014 | José María Prieto Valtueña        | teràpia gènica en malalties hepàtiques i en càncer                                                                                                  |

## Biologia
| Any  | Investigador              | Treball                                                                                               |
| ---- | ------------------------- | --- |
| 1995 | Antonio García Bellido    | Anàlisi de Mecanismes Morfogenètics en Drosophila                                                     |
| 1999 | Margarita Salas Falgueras | Replicació i transcripció del bacteriòfag ø29                                                         |
| 2002 | Ginés Morata Pérez        | caracterització funcional de gens reguladors en el desenvolupament embrionari                         |
| 2004 | Jesús Ávila de Grado      | morfologia i funcionalitat de les neuronas, processos neurovegetatius com la malaltia d'Alzheimer..   |
| 2006 | Joan Modolell i Mainou    | anàlisi molecular dels gens que controlen el desenvolupament del sistema nerviós                      |
| 2008 | Carlos López Otín         | descobriment i caracterització de proteases implicades en diversos processos fisiològics i patològics |
| 2010 | María Blasco Marhuenda    | aportacions pioneres a la biologia dels telòmers i la telomerasa                                      |
| 2014 | Joan Massagué i Solé      | Per les seves contribucions excepcionals al camp de l'oncologia                                       |

### Enginyeria
| Any  | Investigador                | Treball |
| ---- | --------------------------- | --- |
| 2002 | Enrique Alarcón Álvarez     | mètode numèric dels elements de contorn, càlcul dinàmic i sísmic d'estructures |
| 2004 | José Domínguez Abascal      | mecànica de la fractura. |
| 2006 | Mateo Valero Cortés         | enginyeria de l'arquitectura dels ordinadors a través d'aportacions fonamentals en el camp dels computadors vectorials, servint de base al processador vectorial per supercomputación SX1 |
| 2008 | María Vallet Regí           | contribucions singulars en el camp dels biomaterials ceràmics i altres biomaterials per a la seva aplicació en traumatologia, odontologia i enginyeria tissular                           |
| 2010 | Enrique Castillo Ron        | contribució als camps de l'estadística de valors extrems i de la fiabilitat |
| 2014 | José María Benlloch Baviera | Per les seves rellevants contribucions a l'aplicació de la imatge molecular en biomedicina                                                                                                |

### Dret, ciències econòmiques i socials
| Any  | Investigador                        | Treball |
| ---- | ----------------------------------- | --- |
| 2002 | María Ángeles Durán Heras           | sociologia de la salud, treball no remunerat                                                                                    |
| 2004 | Jordi Nadal i Oller                 | història de la industrialització espanyola.                                                                                     |
| 2006 | Andreu Mas-Colell                   | teoria de la demanda, teoria de jocs cooperatius i no cooperatius                                                               |
| 2008 | Francisco Javier Laporta San Miguel | contribució a l'enriquiment del mètode jurídic, especialment a la consolidació de l'Estat de Dret                               |
| 2010 | Salvador Barberà Sandez             | contribució essencial a l'Economia Pública i la seva aportació fonamental a la construcció d'institucions acadèmiques a Espanya |
| 2014 | José Luis García Delgado            | anàlisi històrica-econòmica dels grans esdeveniments del segle xx a Europa i Espanya                                            |

### Humanitats
| Any  | Investigador                   | Treball |
| ---- | ------------------------------ | --- |
| 2002 | Álvaro Galmés de Fuentes       | filologia hispànica |
| 2004 | Francisco Rico Manrique        | contribució als estudis filològics i histórics. |
| 2006 | José Antonio Pascual Rodríguez | filologia hispànica |
| 2008 | Aurora Egido Martínez          | filologia hispànica |
| 2010 | Ignacio Bosque Muñoz           | conciliar els sabers més avançats de la lingüística moderna amb la millor tradició de la gramàtica espanyola i aplicar la major exigència científica al bon ús de la llengua |
| 2014 | Violeta Demonte Barreto        | lingüística generativa |